# Jur Vrieling
Jur Vrieling, né le 31 juillet 1969 à Slochteren, est un cavalier de saut d'obstacles néerlandais.

## Carrière
Il est vice-champion olympique de saut d'obstacles par équipes aux Jeux olympiques de Londres en 2012 avec Marc Houtzager, Maikel Van der Vleuten et Gerco Schröder.